# Zwölf-Apostel-Linde
Die Zwölf-Apostel-Linde ist ein Naturdenkmal in der Ortschaft Gehrden im Kreis Höxter in Nordrhein-Westfalen. Die Winter-Linde (Tilia cordata) steht im Garten von Kloster Gehrden, einer ehemaligen Benediktinerinnen-Abtei. Das Alter der Linde wird nach unterschiedlichen Schätzungen mit 400 bis 800 Jahre angegeben. Der Umfang des Stammes beträgt etwa 10 Meter bei einer Höhe von 20 Metern.

## Geschichte
Die Linde steht im ehemaligen Klostergarten des Klosters Gehrden. Das Kloster wurde im Juni 1810 auf Befehl des Königs von Westphalen, Jerome Bonaparte, aufgelöst. Im Jahre 1826 ging das Klosterareal und die Linde an Kaspar Heinrich von Sierstorpff über. In den 1930er Jahren soll bei einem schweren Karfreitagsgewitter zur Todesstunde Jesu ein Ast, der Klostertradition nach der verräterische Judas, aus dem Stamm gebrochen sein. Heute ist an der Bruchstelle ein Loch im Stamm und zeigt, dass dieser innen hohl ist. Um das Ausbrechen weiterer Äste zu vermeiden, wurden Eisenbänder, sogenannte Schlaudern, um die übrigen Äste gelegt. Seit dem Jahre 1950 ist die Linde öffentlich zugänglich. Bis dahin stand sie verborgen hinter verschlossenen Klostermauern im Klostergarten. Als an der Kirche Erneuerungsarbeiten anstanden, setzten sich der zuständige Kreisbeauftragte für Naturschutz, Lehrer Gorzel, und die Niedersächsische Heimstätte für Sanierungsarbeiten an der Linde ein. Diese führte der „Baumdoktor“ Michael Maurer durch. Die nach dem Astbruch in den 1930er Jahren angebrachten Schlaudern hatten sich durch das weitere Wachstum der Äste in die Rinde eingeschnitten und die Saftbahnen unterhalb der Rinde abgedrückt. Altes morsches Holz wurde entfernt, Löcher wurden mit Gittern verschlossen, jedoch nicht mit Steinen und Zement verplombt, wie es teilweise an anderen Bäumen praktiziert wurde. Eine Plattform innerhalb der Krone mit einer Wendeltreppe wurde entfernt. Maurer ersetzte die Ringschlaudern durch Stahlseilanker in zwei Etagen, die untere zwei Meter über der Stammmulde, eine weitere zehn Meter höher. Damit sie  die wachsende Rinde nicht abschnüren können, wurden die Ösenbolzen, die die zehn und zwölf Millimeter starken Stahlseile aufnehmen, durch das Holz der Stämmlinge geführt. Mit diesem Hochanker kann die Krone bei Wind und Sturm ausschwingen, wobei ein Stämmling einen anderen über die Drahtseile zurückholt.

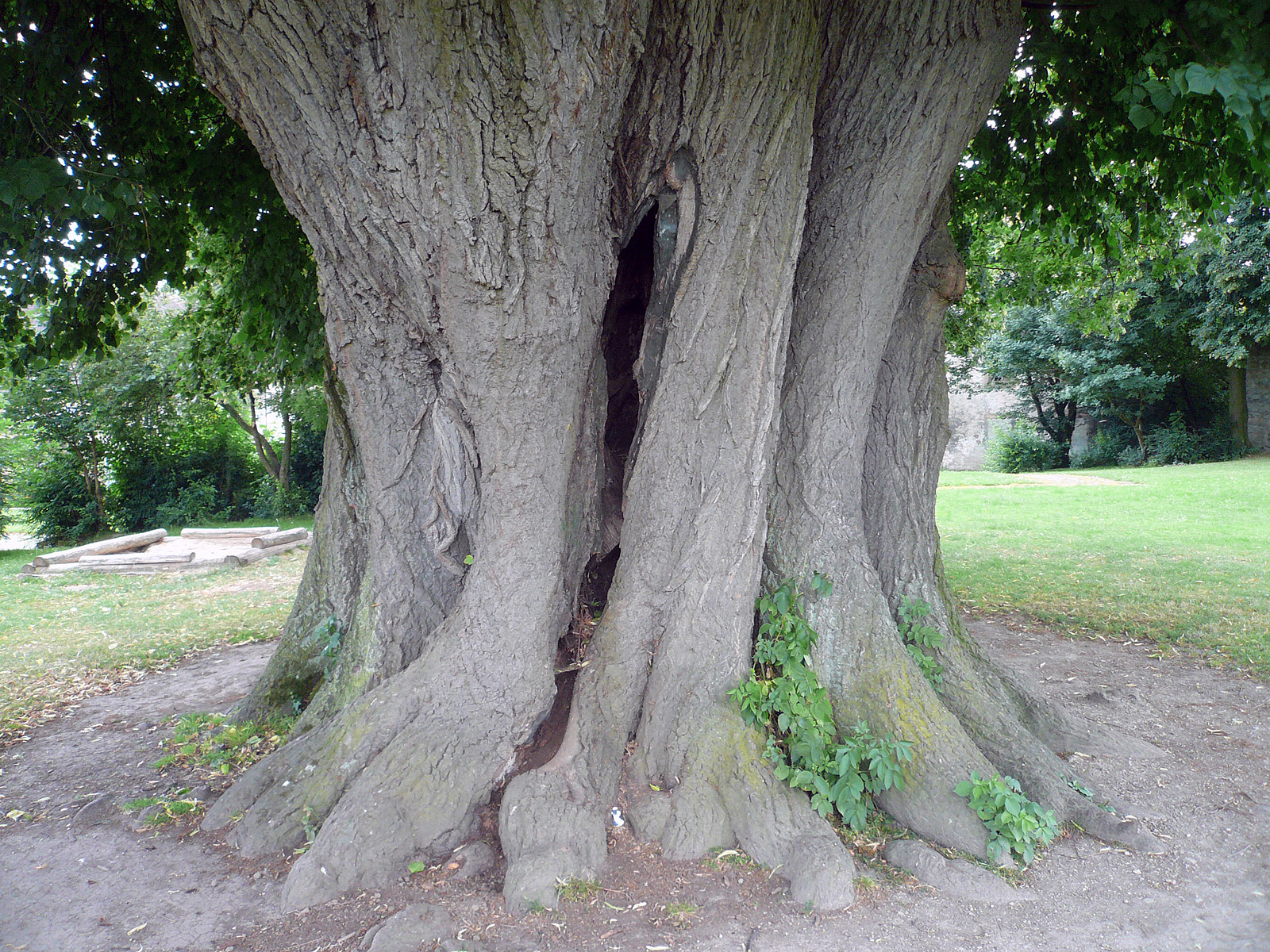
Stammansicht

In den Jahren 1959 bis 1961 erwarb der Dortmunder Matthias Heinen den Klosterkomplex; das Anwesen wird seit Mitte der 1960er-Jahre als Bildungsstätte des Familienbildungswerks im Erzbistum Paderborn  genutzt. Die Linde wurde im Herbst 2002 mit einem Gitterzaun umgeben, um Personen vor abbrechenden Ästen zu schützen. Im Jahr darauf wurde die über 30 Meter hohe Krone bis auf etwa zehn Meter Höhe zurückgeschnitten. Zurück blieben elf starke und einige kleinere Äste. Die Krone war einst durch zwölf symbolträchtige Äste gebildet worden, die jeweils für einen Apostel standen. Davon leitet sich der Name der Linde ab. Eine Wendeltreppe um den Stamm führte zu einer Holzplattform auf einer Mulde zwischen den aufstrebenden Ästen. Diese Laubenplattform wurde einst von den Nonnen als Meditationsort und Gebetsstätte benutzt.

## Beschreibung
Auffallend ist die Wuchsform des Baumes. Zwölf Stämme strebten bouquetförmig nach oben und bildeten die einst kugelförmige Krone. Die Stämme lösen sich in etwa zwei bis drei Meter Höhe in weiter nach oben strebende Äste auf. Heute sind noch elf von den zwölf Ästen vorhanden und bilden die etwa 20 Meter hohe Krone.

### Umfang
Emil Schlieckmann gab im Jahre 1905 in Westfalens bemerkenswerte Bäume einen Umfang von sieben Metern an. Die Linde wurde in jüngster Zeit auf verschiedenen Höhen gemessen. Aloys Bernatzky nannte im Jahre 1973 in einem Meter Höhe einen Stammumfang von 10,20 Metern. Der Forstwissenschaftler Hans Joachim Fröhlich gab im Jahr 1992 in 1,3 Meter Höhe, der Stelle des sogenannten Brusthöhendurchmessers (BHD), einen Umfang von 9,50 Metern an. Michel Brunner stellte 2007 in Bedeutende Linden einen Umfang von 9,80 Metern fest. Das Deutsche Baumarchiv ermittelte im Jahre 1999 an der Stelle des geringsten Durchmessers (Taille) einen Umfang von 9,70 und im Jahre 2000 in einem Meter Höhe von 9,80 Metern. Der Forstmann und Buchautor Hartwig Goerss nannte im Jahre 1981 einen Brusthöhenumfang von 9,30 Metern. 2008 hat der Brusthöhenumfang 9,76 m betragen. Mit diesen Maßen gehört die Linde zu den umfangsstärksten Linden Deutschlands.

### Alter

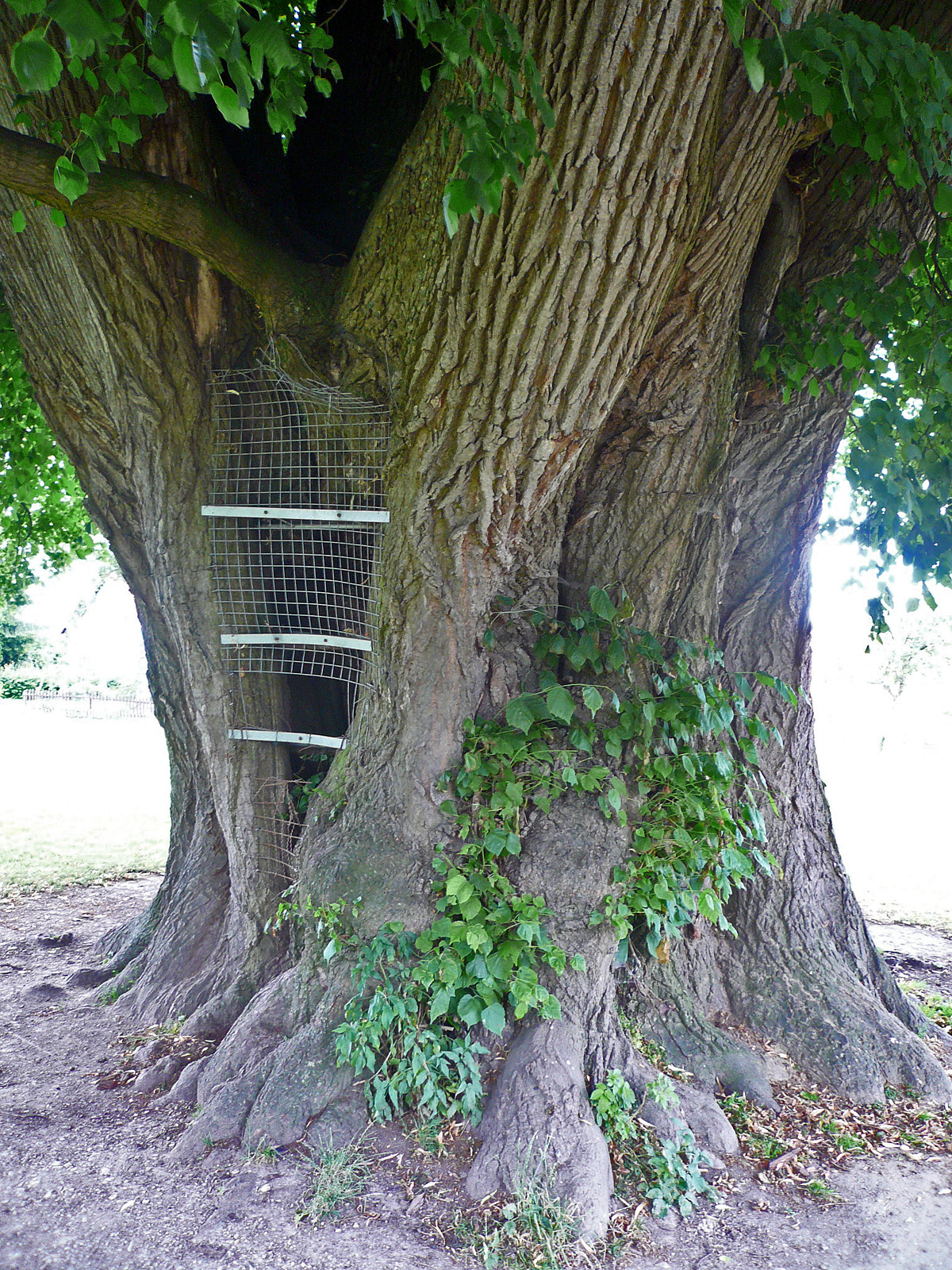
Stammansicht

Das Alter der Linde wird mit der Gründung des Klosters im Jahre 1142 beziehungsweise der Fertigstellung der romanischen Klosterkirche im Jahre 1180 in Verbindung gebracht. Demnach wäre die Linde über 700 Jahre alt. Im Jahre 1905 wurde ein Umfang von 7, im Jahre 2000 von 9,80 Metern ermittelt. Ein Umfangszuwachs von 2,8 Metern in den 95 Jahren entspricht eine jährliche Zunahme von ungefähr drei Zentimetern. Sofern die Linde in den vorherigen Jahrhundert ähnlich schnell gewachsen ist, muss ein deutlich niedrigeres Alter der Linde angenommen werden. Um das konkrete Alter bestimmen zu können, wurde in der zweiten Hälfte des 20. Jahrhunderts eine Jahresringzählung mit Hilfe einer Bohrkernentnahme durchgeführt. Es konnten jedoch nur die äußeren 60 Zentimeter des im Radius etwa 150 Zentimeter messenden Stammes durchbohrt werden, dann stieß man auf einen Hohlraum. Anhand der homogenen Jahresringverhältnisse in diesem 60-Zentimeter-Abschnitt wurde das Alter auf 350 bis maximal 400 Jahre hochgerechnet. Da im Zentrum des Stammes das älteste Holz fehlt, ist auch eine Altersbestimmung über den Gehalt an radioaktivem Kohlenstoff (Radiokohlenstoffdatierung, auch 14C-Datierung genannt) nicht durchführbar;  Proben würden von einem viel jüngeren Holzgewebe stammen.
In der aktuellen Literatur gibt es unterschiedliche Angaben von 400 bis 800 Jahren. Das Deutsche Baumarchiv schätzte das Alter der Linde im Jahre 2012 auf 300 bis 330 Jahre. Hans Joachim Fröhlich nahm 1994 ein Alter von etwa 400 bis 600 Jahren an. Michel Brunner schätzte sie 2007 auf etwa 450 Jahre. Hartwig Goerss nannte im Jahre 1981 ein Alter von 800 Jahren wie auch Aloys Bernatzky im Jahre 1973.